# Juan Martínez Simón
Juan Martínez Simón (Los Gallardos, Almería, 28 de diciembre de 1945-Cartagena, 29 de enero de 2024) fue un político y profesor español, alcalde de Cartagena entre 1983 y 1987 por el Partido Socialista Obrero Español.

## Biografía

### Inicios y llegada a la alcaldía de Cartagena
Nacido en 1945 en la localidad almeriense de Los Gallardos, Martínez Simón se trasladó a Cartagena con 17 años. Allí creció y trabajó como profesor en el Instituto Politécnico, en el que ascendió hasta director. En las elecciones municipales de mayo de 1983 concurrió como sucesor del alcalde socialista Enrique Escudero de Castro, y llegó a la presidencia del Ayuntamiento tras su victoria por mayoría absoluta.
Su paso por el gobierno local asistió a un recrudecimiento de las reivindicaciones vecinales acerca de la contaminación atmosférica en el municipio, llegando a producirse en contra del alcalde una ocupación del salón de plenos del Ayuntamiento por parte de decenas de manifestantes.

### El caso de los sobresueldos
Su mandato al frente de la alcaldía se vio sacudido casi al término de su legislatura por el escándalo político surgido a raíz de la revelación en la prensa, el 16 de enero de 1987, del supuesto reparto encubierto de sobresueldos entre los concejales de los partidos con representación en el Ayuntamiento : Partido Socialista Obrero Español, Alianza Popular, Partido Cantonal y Partido Comunista de España.
La subvención incluida en los presupuestos de 1986, que alcanzaba la cifra de 27 millones de pesetas distribuidas según el número de ediles, era argumentada por sus beneficiarios sobre la base de «la insuficiencia de sus dotaciones mensuales». Según el periódico El País, estos fondos acabaron destinados a sufragar los gastos de los partidos políticos durante la campaña electoral. La atención mediática sobre el caso y la reprobación de sus superiores en el Partido Socialista de la Región de Murcia (PSRM) forzaron finalmente a Martínez Simón a presentar su renuncia ante el pleno municipal el 20 de febrero.

### Consejero en el Gobierno autonómico
En diciembre de 1989, Martínez Simón fue integrado en el Gobierno murciano del socialista Carlos Collado con el cargo de nuevo cuño de consejero portavoz del Gobierno.
En las elecciones a la Asamblea Regional de Murcia de 1991 entró en las listas del PSRM, y como consecuencia de la victoria de su partido obtuvo un escaño y el cargo de consejero de Hacienda en el gobierno reelegido. En la remodelación de enero de 1992 se fusionó su cartera con la de Economía y Fomento, continuando él al frente, pero tras la crisis política de 1993 que concluyó en la dimisión del presidente Collado, la nueva presidenta socialista María Antonia Martínez prefirió situarle en la Consejería de Cultura y Educación hasta febrero de 1994.
Desempeñó el puesto de presidente del consejo de administración de la Caja Mediterráneo en la Región de Murcia, y en 2007 fue seleccionado como vocal consultivo del Consejo Económico Administrativo por la administración municipal de la alcaldesa popular Pilar Barreiro.